# Crocidura pseudorhoditis
Crocidura pseudorhoditis — вид ссавців родини Soricidae. Це ендемік індонезійського острова Сулавесі, де він живе на висоті від 500 до 2200 метрів над рівнем моря. Голотип мав довжину від голови до крупа 148 мм, хвіст 70 мм, він важив 11 г. Має сіре хутро. Його видова назва стосується його схожості з його родичем C. rhoditis.